# Freya Mavor
Freya Mavor, född 13 augusti 1993 i Glasgow, Skottland, är en brittisk skådespelare. Hon medverkade i TV-serien Skins 2011–2012. Hon spelade också i musikalfilmen  Sunshine on Leith. Hon blev rankad 78 i FHM:s omröstning 100 Sexiest Women (UK) 2012.